# Arctotanais alascensis
Arctotanais alascensis är en kräftdjursart som först beskrevs av Richardson 1899.  Arctotanais alascensis ingår i släktet Arctotanais och familjen Tanaidae. Inga underarter finns listade i Catalogue of Life.